# 駿台アイルランド国際学校
駿台アイルランド国際学校（Sundai Ireland International School)、は、アイルランド共和国キルデア県ニューブリッジに所在した日本人を対象にした教育施設である。同校は日本人を対象に中等部・及び高等部の教育を行っていた。1990年代に運営されていたこの学校は、日本の私立学校の海外分校、すなわち私立在外教育施設であった。
男女共学全寮制募集人員は中等部で各学年20名。高等部一年生が50名、二年生が25名。三年生が15名。
開校は1989年。第一回の入学式には高校生13人が参加した。

主な建物はカラグ・グランジ（Curragh Grange）であり、ラフカディオ・ハーン図書館が併設されていた。キルデア・ハウス（Kildare House）は教室棟として使用された。キャンパス内には寮や食堂の施設も備えられていた。
学校は2003年3月に閉校し、その教室棟にはGaelscoil Chill Daraが移転した。寮の建物は特別支援学校に改装される予定であったが、この目的には適さないことが判明した。その後、この建物は6年間空き家となり、2009年9月にNewbridge Educate Togetherが使用を開始した。食堂の建物は7年間空き家のままであったが、2010年中頃にGaelscoil Chill Daraが追加の教室として活用するために再利用した。